# Scopula albidaria
Scopula albidaria là một loài bướm đêm trong họ Geometridae.